# Melanophryniscus stelzneri
Melanophryniscus stelzneri es una especie de anfibio anuro de la familia Bufonidae. Es un sapo endémico de Argentina, con un área de distribución fragmentada en las provincias de Córdoba (M.s. stelzneri); San Luis (M.s. stelzneri), y Salta (M.s. spegazzinii) entre los 900 y 2000 metros de altitud. Algunos autores consideran que puede aparecer también en Bolivia.